# Shenzhou 1
Shenzhou 1 (chinesisch 神舟一号) startete am 19. November 1999 und war der erste unbemannte Flug eines chinesischen Raumschiffs des Typs Shenzhou. Die Kapsel war nicht mit einem Lebenserhaltungs- oder einem Notfallsystem ausgestattet. Am 20. November 1999 um 19:41 Uhr UTC landete die Rückkehrkapsel von Shenzhou 1 ungefähr 415 Kilometer östlich der Startrampe auf dem Hauptlandeplatz des Hauptzeugamts der Volksbefreiungsarmee im Gebiet des Dörbed-Banners, Innere Mongolei.

## Aufbau
Das erste Shenzhou-Raumschiff unterschied sich von den später genutzten Exemplaren. Anstelle der normalerweise ausgefalteten Solarpanele war Shenzhou 1 mit starr fixierten Solarzellen ausgestattet. Während des ersten Fluges gab es auch keinen Wechsel des Erdorbits. Nach Aussage von Qi Faren, dem Chefkonstrukteur des Raumschiffes, waren nur neun der 13 Untersysteme aktiv.
Shenzhou 1 wurde primär dafür entwickelt, die Trägerrakete vom Typ Changzheng 2F und das Flugverhalten des Shenzhou-Raumschiffs zu testen. Es wurden die Abtrennung der Module, die Kontrolle der Umlaufbahn, das Verhalten des Raumschiffes beim Wiedereintritt in die Erdatmosphäre, der Hitzeschild und die Bergung auf dem Erdboden getestet.
Shenzhou 1 hatte 100 Kilogramm Samen an Bord, um die Auswirkungen des Weltraums auf das Wachstum zu untersuchen. An der Spitze des Orbitalmoduls war eine Halterung für Nutzlasten angebracht, die dann bei Shenzhou 3 und Shenzhou 4 entsprechend bestückt wurde.

## Zeitdruck und technische Probleme
Das Zentralkomitee der Kommunistischen Partei Chinas hatte ursprünglich das Ziel ausgegeben, dass der Start des ersten Raumschiffs möglichst 1998, spätestens aber 1999 stattfinden sollte. Angesichts der damals noch schwachen industriellen Basis Chinas und der Tatsache, dass man bei der Entwicklung der Shenzhou-Raumschiffe bei Null angefangen hatte, war der Starttermin 1998 von vornherein nicht realistisch, und der Termin 1999 konnte nur mit großer Anstrengung gehalten werden. Ende Juni 1999 begab sich ein Voraustrupp von Ingenieuren zum Kosmodrom Jiuquan und begann mit den Startvorbereitungen. Gleichzeitig wurde bekanntgegeben, dass der Flug im Oktober des Jahres stattfinden würde – am 1. Oktober 1999 war der 50. Jahrestag der Gründung der Volksrepublik China – auf einem chinesischen militärischen Internetforum wurden Bilder der Trägerrakete und des Raumfahrzeugmontagegebäudes veröffentlicht.

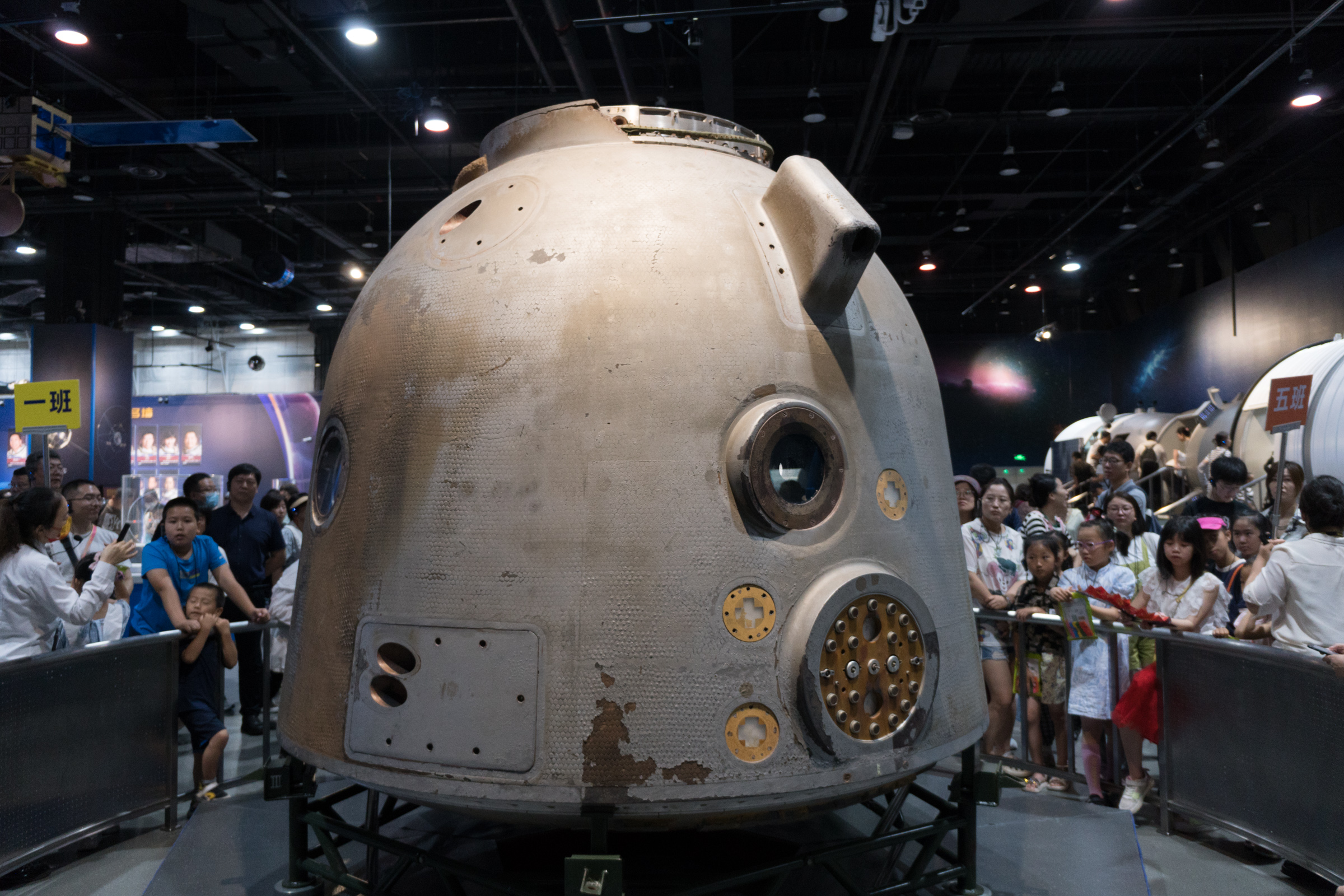
Die Landekapsel von Shenzhou 1 im Chinesischen Museum für Wissenschaft und Technologie

Nachdem der Haupttrupp auf dem Kosmodrom eingetroffen war und mit der Überprüfung von Rakete und Raumschiff begonnen hatte, stellte sich heraus, dass es durch den Zeitdruck zu fast 100 einzelnen Qualitätsmängeln gekommen war. Bei einem Betankungsversuch ereignete sich sogar eine Treibstoffexplosion, und der Start musste um einen Monat verschoben werden. Auch beim eigentlichen Testflug gab es ein Problem. Während der 14. Erdumrundung, der letzten vor dem geplanten Wiedereintritt in die Atmosphäre, führte das Raumschiff plötzlich die vom Raumfahrtkontrollzentrum Peking gesendeten Befehle nicht mehr aus. Es bestand die Gefahr, dass das Raumschiff außer Kontrolle geraten und seinen regulären Orbit verlassen würde, womit eine Landung nicht mehr möglich gewesen wäre. Li Jian (李剑, * 1970), seit 2016 Kommandant des Raumfahrtkontrollzentrums, war damals für die Datenübertragung zuständig. Mit seinen Kollegen analysierte er das Problem, fand eine Möglichkeit, es zu umgehen, und führte zunächst eine Simulation der geplanten Vorgehensweise durch. Nach 30 Minuten, um 18:49 Uhr UTC, genau 10 Sekunden, bevor die Mission gescheitert wäre, gelang es, das Kommando für das Bremsmanöver über das Bahnverfolgungsschiff „Yuan Wang 3“, das vor der Küste Namibias stationiert war, an das Raumschiff zu übertragen. Die Landung erfolgte dann reibungslos.
Das Orbitalmodul verblieb noch bis zum 27. November, also eine Woche nach der Landung der Rückkehrkapsel, in einem niedrigen Orbit und bewies während dieser Zeit die Fähigkeit, autonom zu operieren.